# Lidia Lempart
Lidia Bronisława Lempart (ur. 23 października 1957 w Lwówku Śląskim) – polska terapeutka specjalizująca się w surdologopedii, terapii słuchu i mowy, działaczka na rzecz rodziców i osób z niepełnosprawnościami, w tym z wadami słuchu. Współzałożycielka i prezes Ośrodka Rehabilitacji i Terapii Rodzin Dzieci z Wadą Słuchu „ORaToR” we Wrocławiu. Pionierka nowych metod surdologopedycznych w Polsce, Ukrainie i Białorusi, opartych na autorskich technikach jak i doświadczeniach holenderskich i niemieckich. Członkini wrocławskiej Rady Społecznej przy Rzeczniku Praw Obywatelskich. Dama Orderu Uśmiechu.
Jej córką jest publicystka i działaczka aktywistyczno-polityczna, Marta Lempart.

## Życiorys
Pochodzi z Lwówka Śląskiego. Ukończyła pedagogikę specjalną na Uniwersytecie Wrocławskim. W 1981 roku rozpoczęła pracę z rodzicami dzieci niesłyszących jako specjalistka w zakresie surdologopedii w poradni Polskiego Związku Głuchych w Bolesławcu. Ukończyła studia podyplomowe na Uniwersytecie Marii Curie-Skłodowskiej w Lublinie, na kierunku Terapia Mowy Dzieci Niesłyszących. Odbyła wysokospecjalistyczny kurs w kierunku Terapii Rodzin. Krytykowała polskie metody rehabilitacji dzieci z wadą słuchu, ze względu na niedocenianie roli rodziców i zaniedbywanie ich relacji z dzieckiem i nadużywanie instytucji internatów.
W latach 2003−2005 poznała niemieckie i holenderskie techniki surdologopedyczne na stażu w Centrum Implantów Ślimakowych w Berlinie i Instytucie Viataal w Holandii.
W 2016 r., za działania na rzecz osób z niepełnosprawnościami i budowanie społeczeństwa obywatelskiego w Polsce i na Ukrainie, przyznano jej Nagrodę Rzecznika Praw Obywatelskich im. dra Macieja Lisa. Uroczystego wręczenia dokonał zastępca Rzecznika Praw Obywatelskich, Stanisław Trociuk. W 2017 roku została odznaczona przez Marka Michalaka, ówczesnego Rzecznika Praw Dziecka, Odznaką Honorową za Zasługi dla Ochrony Praw Dziecka Infantis Dignitatis Defensori. Od 2018 roku członkini wrocławskiej Rady Społecznej przy RPO. W 2019 roku została odznaczona Orderem Uśmiechu.
Od 2004 roku współpracuje z Dolnośląską Szkołą Wyższą, prowadząc zajęcia z zakresu terapii dzieci z wadą słuchu. Od 2015 roku wykłada na Uniwersytecie SWPS we Wrocławiu, gdzie prowadzi zajęcia w zakresie wczesnej interwencji.

### Ośrodek „ORaToR”
W 1992 roku powołała we Wrocławiu niezależne Stowarzyszenie Rodziców i Przyjaciół Dzieci z Wadą Słuchu, Ośrodek Rehabilitacji i Terapii Rodzin Dzieci z Wadą Słuchu „ORaToR”. Był to pierwszy w Polsce ośrodek specjalistyczny i rehabilitacyjny powołany, i prowadzony przez rodzicielską organizację pozarządową bez pomocy resortów państwowych. Lempart przeprowadza terapię według swojego autorskiego programu w oparciu o metodę audytywno-werbalną. Pracuje m.in. z dziećmi i młodzieżą po operacjach wszczepienia implantów ślimakowych. Główny nacisk kładzie na relację między rodzicem a dzieckiem. Dużą uwagę poświęca również relacji między dzieckiem a środowiskiem, szczególnie szkolnym.
Od 2002 uczestniczy czynnie w wymianach lekarzy i terapeutów surdopedagogicznych z Polski, Ukrainy I Holandii. Tym samym rozpoczęła budowę bliźniaczego stowarzyszenia na Ukrainie, wspólnie z pomocą dla tamtejszych ośrodków surdopedagogicznych, finansowanych m.in. w zakresie partnerstwa Wrocławia i Lwowa.

## Odznaczenia
- Nagroda Rzecznika Praw Obywatelskich im. dr Macieja Lisa, 2016[9]
- Odznaka Honorowa za Zasługi dla Ochrony Praw Dziecka Infantis Dignitatis Defensori, 2017[10]
- Order Uśmiechu, 2019[3]